# Comitato Olimpico Giapponese
Il Comitato Olimpico Giapponese (日本オリンピック委員会?, Nippon Orinpikku Iinkai), in inglese Japanese Olympic Committee (JOC), è un'organizzazione sportiva giapponese, nata nel 1911 a Tokyo, Giappone.
Rappresenta questa nazione presso il Comitato Olimpico Internazionale (CIO) dal 1912 ed ha lo scopo di curare l'organizzazione ed il potenziamento dello sport in Giappone e, in particolare, la preparazione degli atleti giapponesi, per consentire loro la partecipazione ai Giochi olimpici. L'associazione è, inoltre, membro del Consiglio Olimpico d'Asia.
Il comitato aiutò ad organizzare ogni evento olimpico che si è tenuto in Giappone, vale a dire le Olimpiadi estive di Tokyo del 1964 e del 2020, le due Olimpiadi invernali, cioè i giochi olimpici di Sapporo del 1972 e la manifestazione olimpica di Nagano del 1998.
L'attuale presidente dell'associazione  è il judoka Yasuhiro Yamashita (oro a Los Angeles 1984), mentre la carica di segretario generale è occupata da Tsuyoshi Fukui.